# Сан-Томе (острів)
Сан-Томе́ (порт. São Tomé) — вулканічний острів у Гвінейській затоці, біля західних берегів Африки, основна частина держави Сан-Томе і Принсіпі.

## Географія
Площа 854,8 км²; висота до 2024 м (вулкан Сан-Томе), за висотою острів займає 75-те місце в світі.
Острів складений переважно базальтами, андезитами і трахітами. Густі екваторіальні ліси, мангри.
На острові розташована столиця держави — місто Сан-Томе.

## Катастрофи
29 липня 2017 року на острові сталася авіаційна катастрофа літака Ан-74 української авіакомпанії CAVOK Air. Члени екіпажу отримали травми.

## Галерея

Острів Сан-Томе
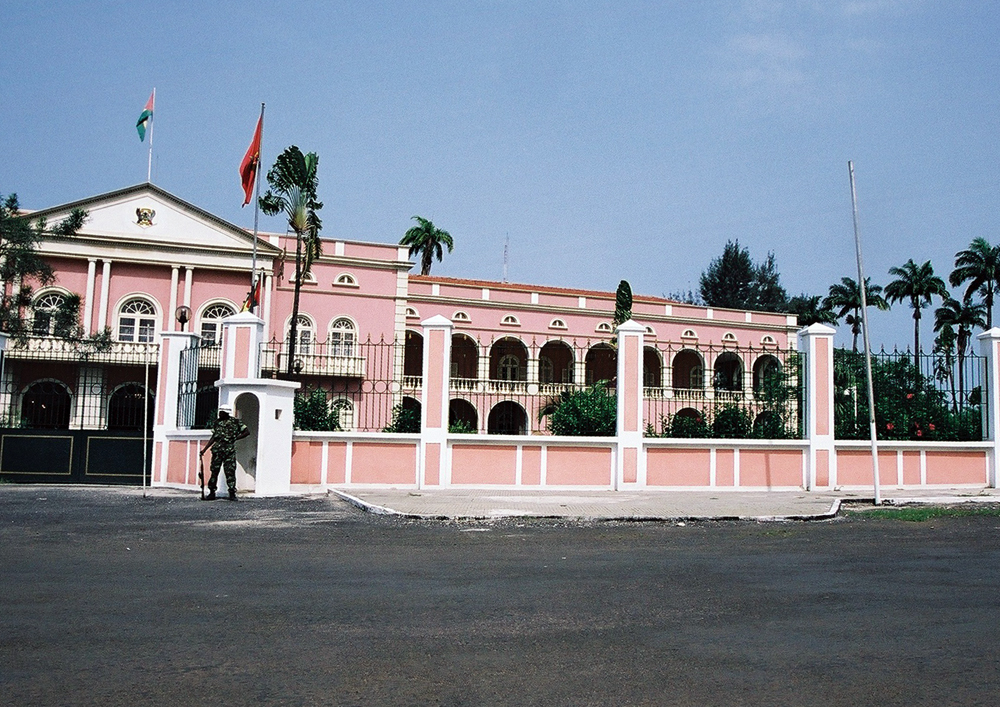
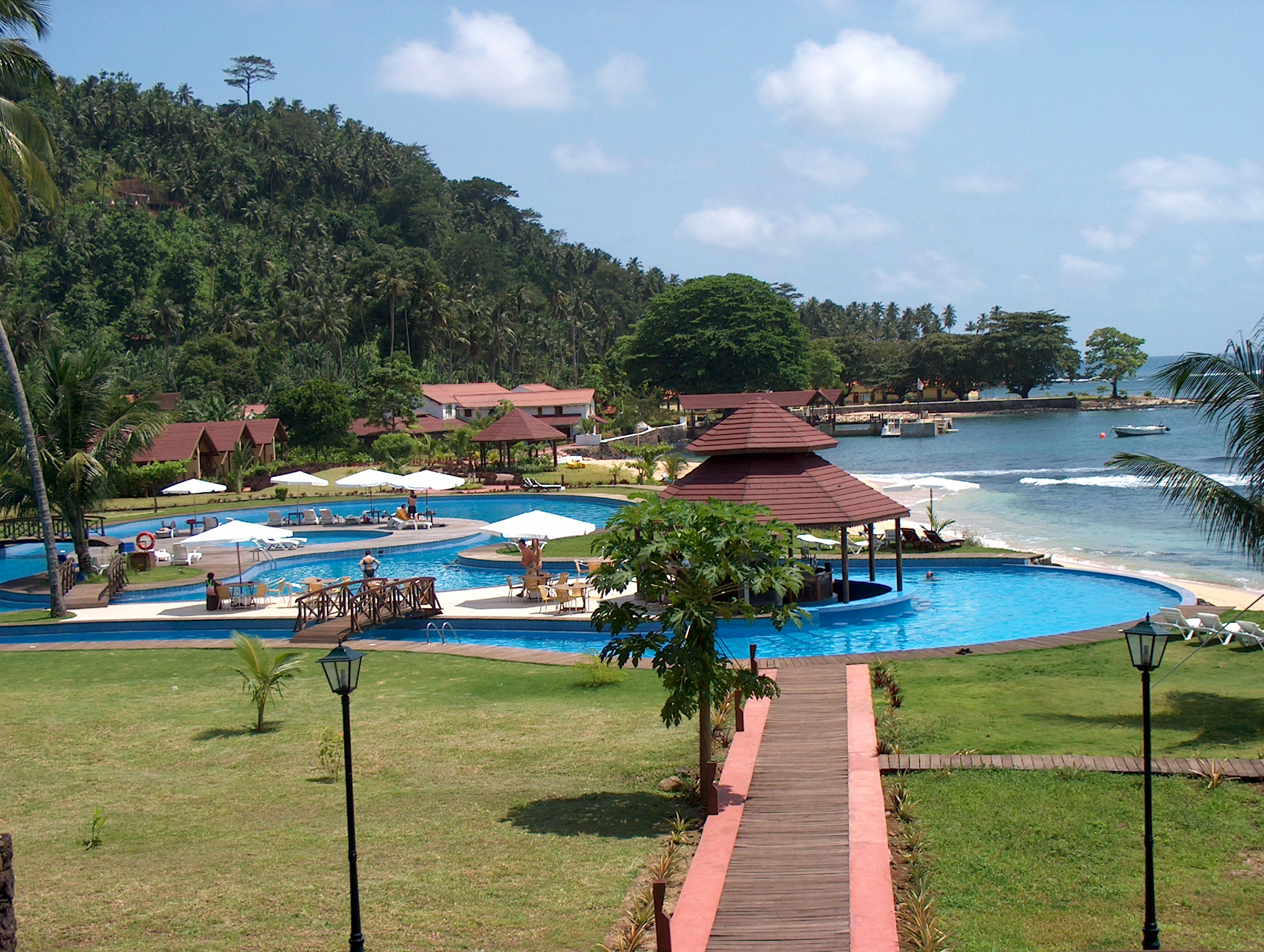
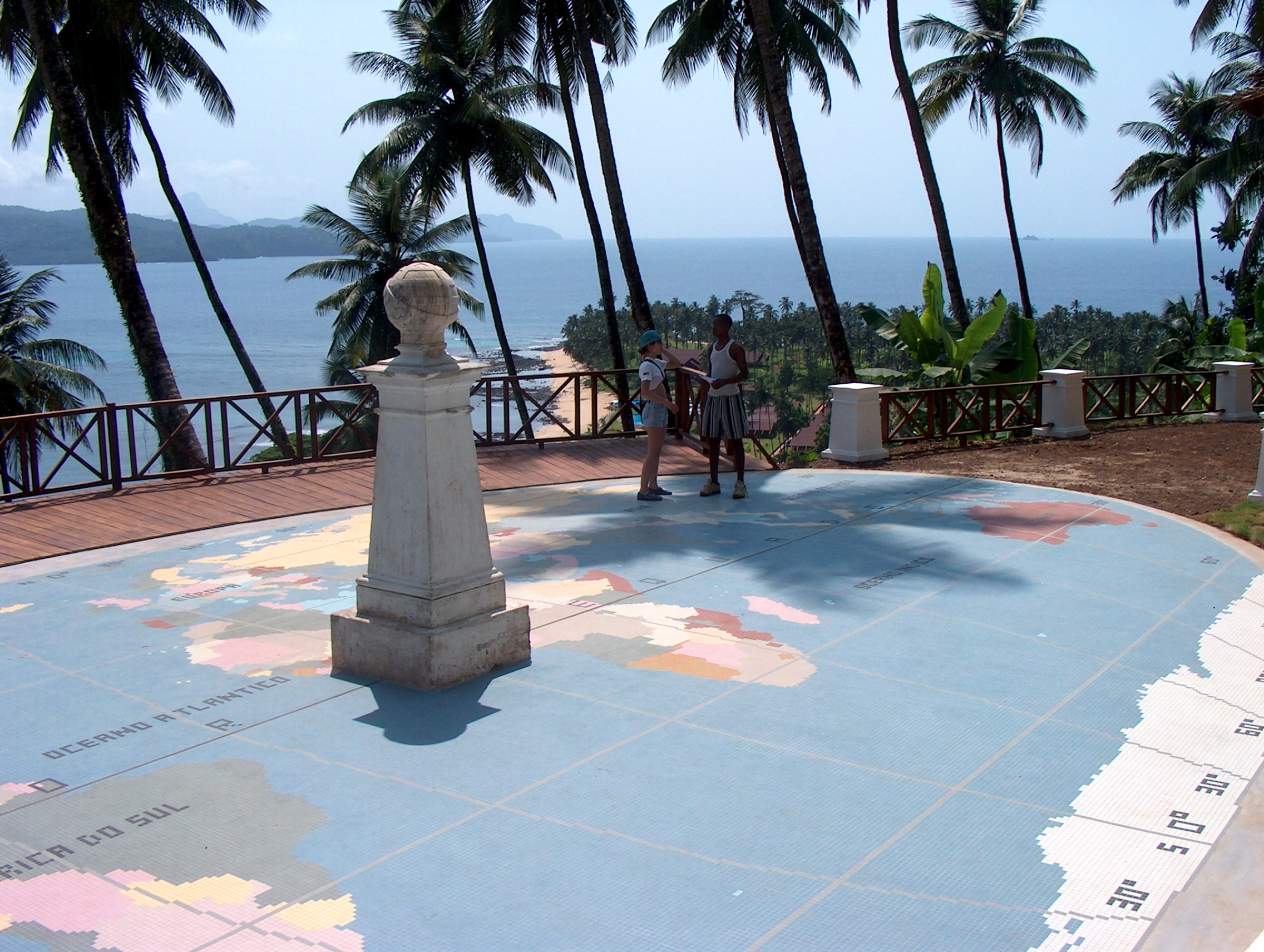
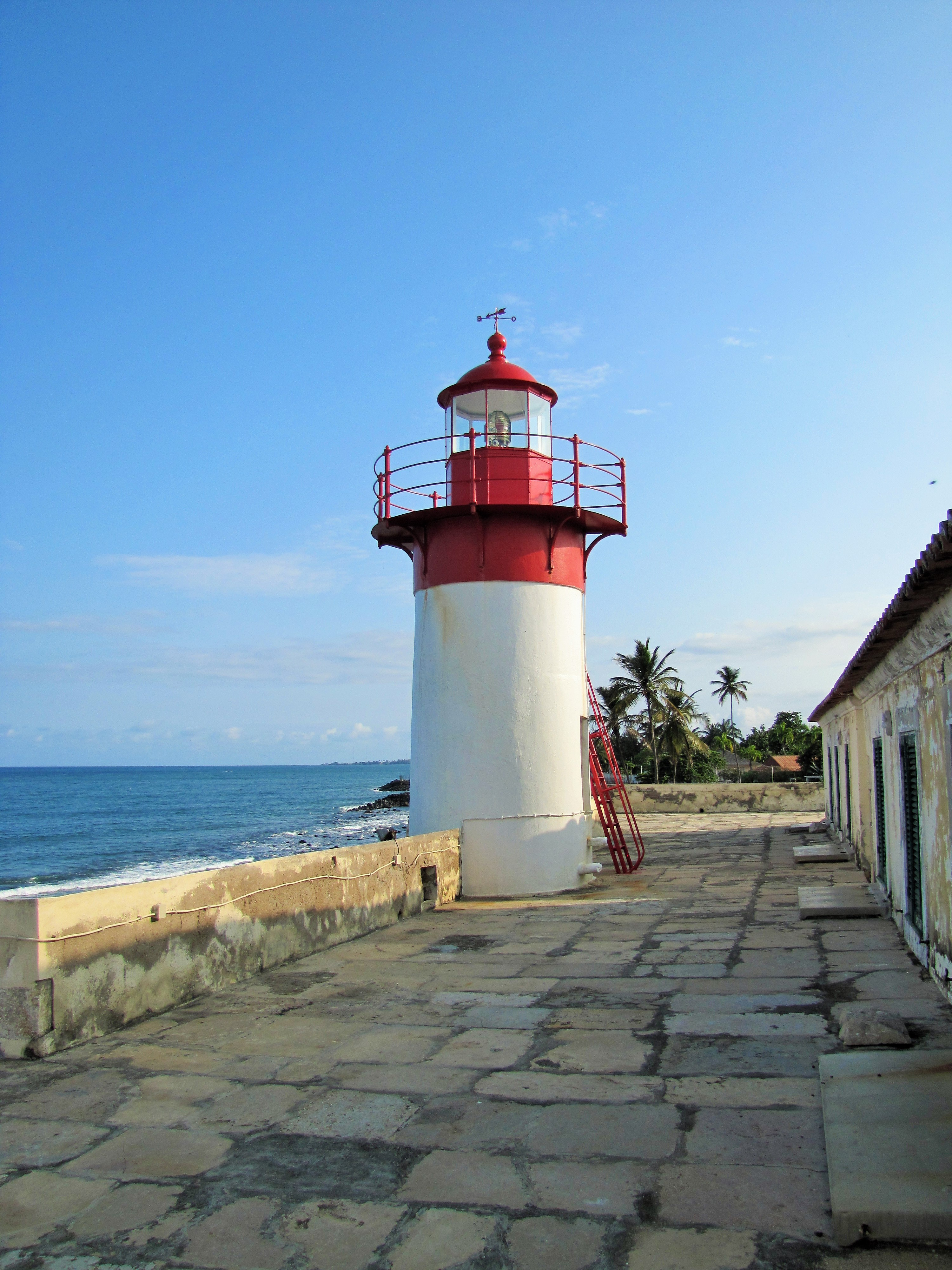
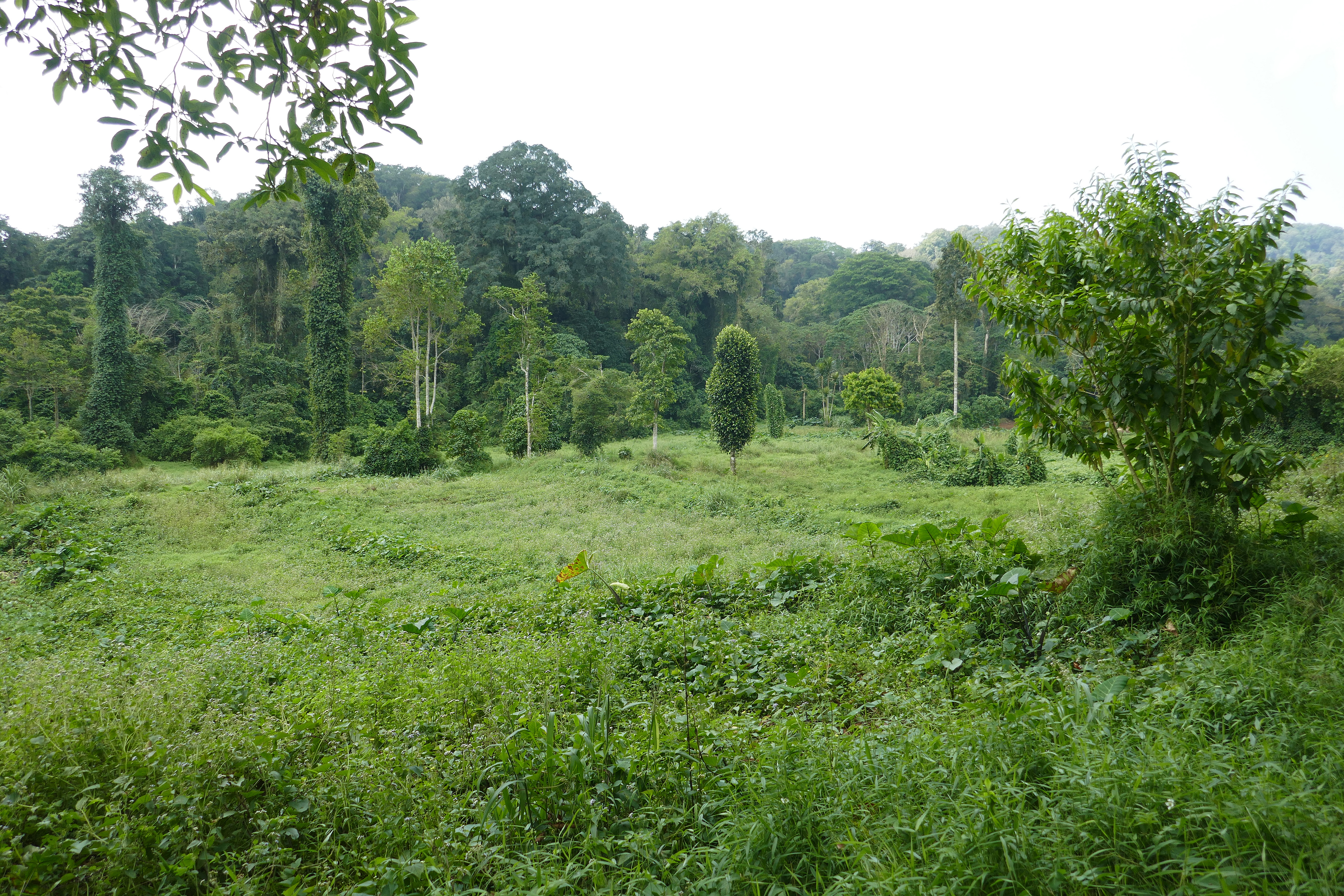
Національний парк Обо
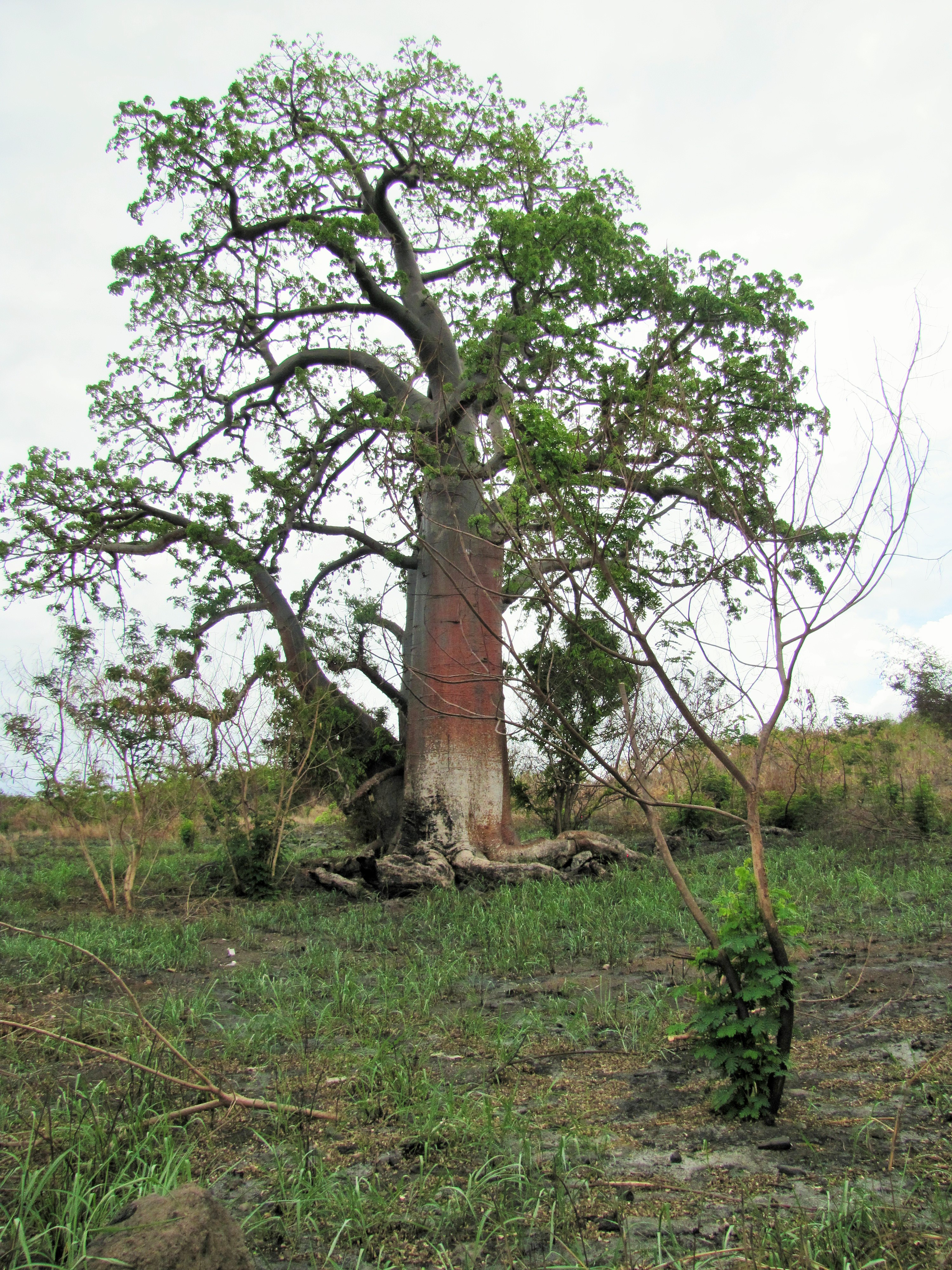
Баобаб
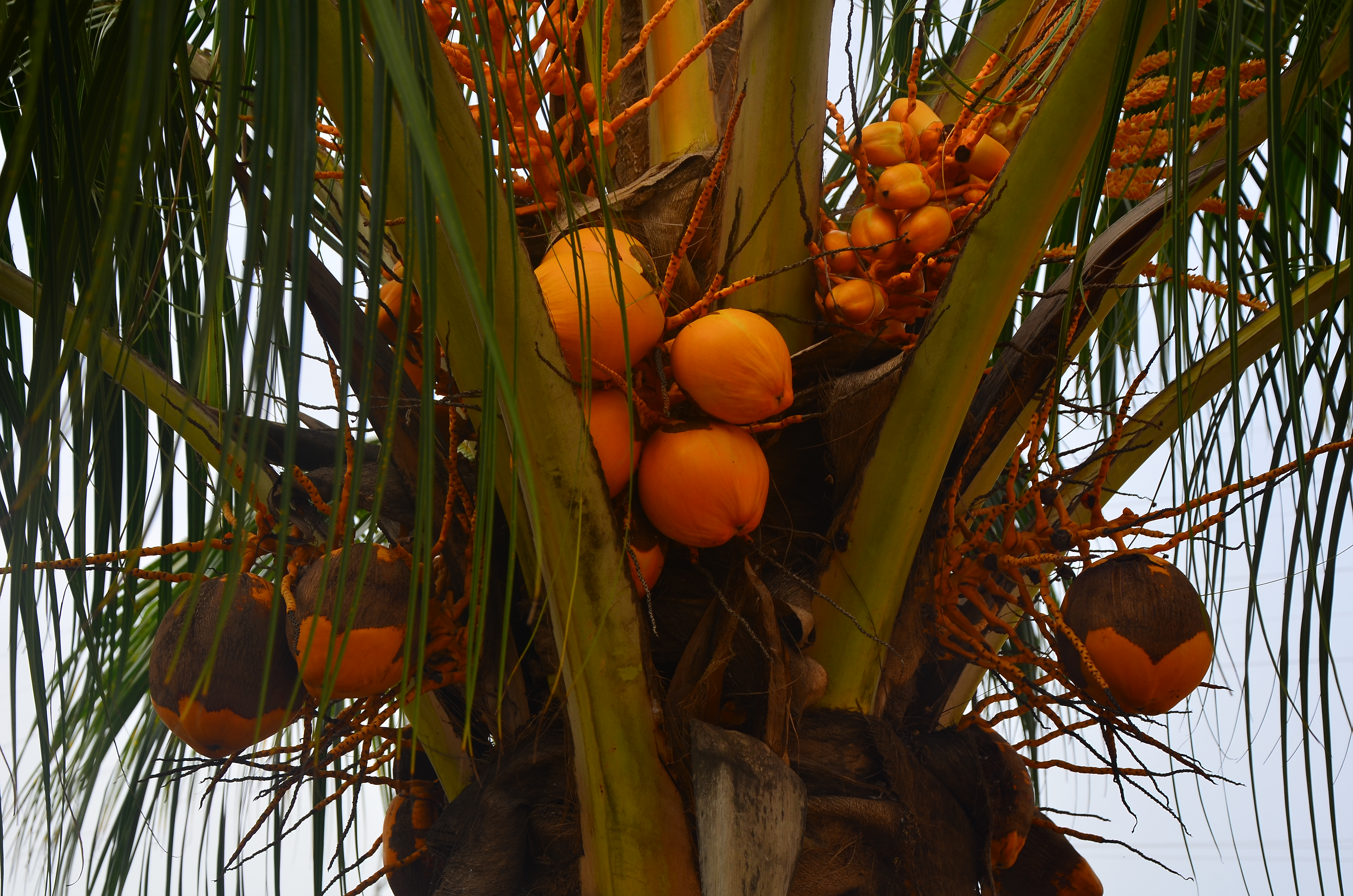
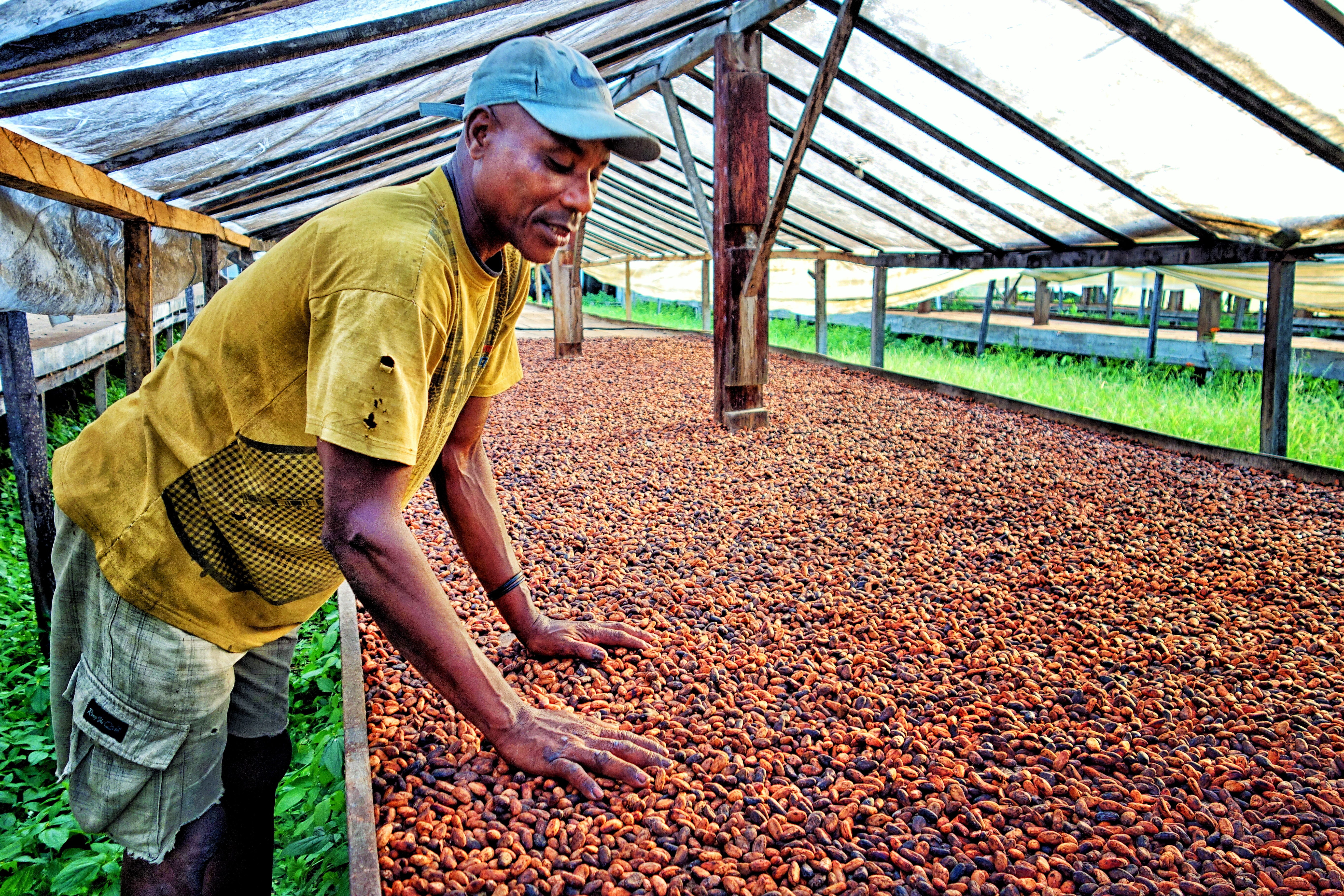
Висушування зерен кави
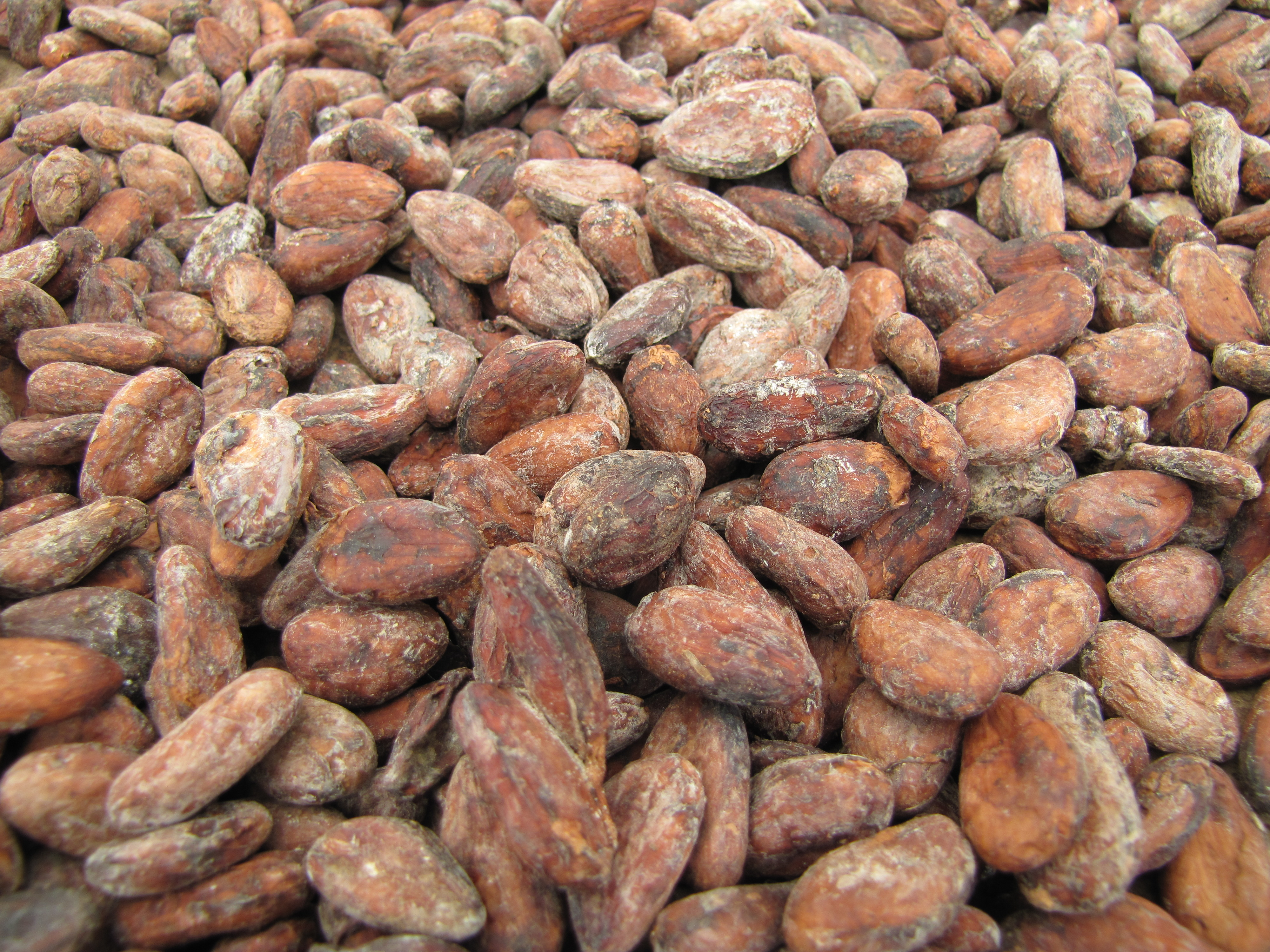
Сушіння како-бобів